# Jean Alexandre Barré
Pour les articles homonymes, voir Barré.
Jean Alexandre Barré est un neurologue français, né le 25 mai 1880 à Chantenay-sur-Loire (commune rattachée à Nantes en 1908) et mort le 24 ou le 26 avril 1967 à Strasbourg.

## Biographie
Jean Alexandre Barré est le fils de René Jean Louis Barré, maître carrier, entrepreneur en Travaux publics, et de Clarisse Adèle Julienne Maillocheau. Il épouse Madeleine Tripet, fille du Dr Jules Tripet et sœur du peintre Louis Tripet.
Il fait ses études à l'école de médecine de Nantes puis son internat à Paris, avec Joseph Babinski. Il est également l'élève d'Achille Souques.
Durant la Première Guerre mondiale, il sert d'abord au front avec les ambulances, puis est affecté à l'unité neurologique de la 6e Armée, dirigée par Guillain. Les deux médecins se lient bientôt d'amitié et établissent une collaboration durable, dont la plus célèbre devait être leur description du syndrome de Guillain-Barré en 1916.
En 1919, recruté par le doyen Georges Weiss, le Dr. Barré est nommé professeur de neurologie  à l'université de Strasbourg à l'âge de 39 ans.
Comme son ami le Dr. Guillain, il est un auteur prolifique et publie plus de 800 articles scientifiques. Il est de plus le fondateur de la Revue d'oto-neuro-ophtalmologie. Clinicien fin et méticuleux, il forme de nombreux neurologues français et étrangers.
En 1953, alors qu'il se rend à un congrès à Lisbonne, Barré est victime d'un accident vasculaire cérébral, qui le laisse paralysé. En dépit de cette invalidité, il participera encore à de nombreuses réunions scientifiques.

## Œuvres et publications
- Les ostéoarthropathies du tabès. Étude critique, [Paris, thèses de médecine 1911-1912. No. 159], Paris, 1912.
- Des accidents oto-neuro-ophtalmologiques [Les troubles vestibulaires chez les traumatisés crâniens], [Extrait de la "Revue d'oto-neuro-ophtalmologie", octobre 1932], (S. l. , 1933). In-8°, p. 559-568 et 633-644.
- Des Accidents tardifs oto-ophtalmologiques des traumatismes craniens, [Les Troubles vestibulaires chez les traumatisés craniens. (Etude basée sur 100 cas personnels) par M. J.-A. Barré et M. G. Greiner], [Extrait de la "Revue d'oto-neuro-ophtalmologie", octobre 1932], (S. l. , 1933). In-8°, paginé 559-568 et 633-644.
- À propos de deux reprises évolutives de névraxite, par MM. J.-A. Barré et F. Coste, [Extrait de la Revue neurologique. T. 73. N° 11-12, 1941], Impr. de la Société française d'imprimerie et de librairie (Poitiers), 1942. In-8°, 2 p.
- A propos de l'épilepsie, [Extrait de la "Revue neurologique", juin 1932], Société française d'imprimerie (Poitiers), 1932. In-8°, 4 p.
- Artérite basse des vertébrales et syndrome vestibulo-spinal, [Extrait de la "Revue neurologique". N° 1, juillet 1931], Poitiers, Société française d'imprimerie , 1931. In-8°, 3 p.
- Un cas de syndrome de Monbrun-Benisty (causalgie du moignon oculaire) guéri par gassérectomie, par MM. J. A. Barré et Marc Klein, [Extrait de "Revue d'oto-neuro-ophtalmologie", décembre 1933], (S. l. , 1934). In-8°, paginé 755-758.
- Les Céphalées. Leur diagnostic étiologique [Leçon recueillie par M. L.-C. Liéou], Paris, Science médicale pratique(1928), In-fol. 7 p.
- Considérations générales sur les examens vestibulaires. Où en sommes nous ? Que faut-il faire?, [Extrait de la "Revue d'oto-neuro-ophtalmologie", novembre 1934], (S. l. , 1935). In-8°, paginé 641-647.
- Considérations générales sur les zonas, [Extrait de "Revue d'oto-neuro-ophtalmologie", octobre 1933], (S. l. , 1934). In-8°, paginé 573-575.
- Contribution à la dissociation anatomique et clinique des leuco-encéphalites subaiguës. Le type concentrique de Baló, par MM. J.-A. Barré et Ludo Van Bogaert, [Extrait de la "Revue neurologique", avril 1933], Poitiers, Société française d'imprimerie et de librairie , 1933. In-8°, 32 p.
- Contribution à l'étude des réactions vestibulaires dans les tumeurs des hémisphères cérébelleux. Valeur des signes de la dysharmonie vestibulaire et du retournement du nystagmus, par MM. J.-A. Barré et M. Klein, [Extrait de la "Revue neurologique". Août 1931], Paris, Masson , (1931). In-8°, paginé 177-193.
- Effets des injections hyper et hypotoniques sur la pression du L. C.-R. Influence dominante de la température des liquides injectés en petites quantités, par MM. J.-A. Barré et Klein, [Extrait de la "Revue neurologique", avril 1932], Poitiers, Société française d'imprimerie , 1932. In-8°, 11 p., fig.
- Épilepsie auriculaire et rhumatisme d'origine probablement nerveuse centrale, par MM. J.-A. Barré, F. Coste et A. Monsaingeon, [Extrait de la Revue neurologique. N° 11-12, 1941], Poitiers, Impr. de la Société française d'imprimerie et de librairie , 1942. In-8°, 4 p.
- Épilepsie et signes pyramidaux déficitaires, contribution au diagnostic positif de l'épilepsie, [Extrait de la "Presse médicale". N° 38, 15 août 1942], Paris, Impr. de la Cour d'appel , (1941). In-16, 10 p.
- Épilepsie grave traitée chirurgicalement, guérison complète depuis 3 ans, par MM. J.-A. Barré, Clovis Vincent et Mlle Helle,[Extrait de la "Revue neurologique", janvier 1935], Paris, Masson , 1935. In-8°, 7 p.
- Étude anatomo-clinique des troubles vestibulaires dans la syringobulbie, [Extrait de la "Revue neurologique". Décembre 1927], Paris, Masson , (1928). In-8°, paginé 586-621.

## Distinctions
- Croix de guerre 1914-1918 (1915)
- Médaille interalliée 1914-1918
- Médaille commémorative de la guerre 1914-1918
- Officier de la Légion d'honneur le 24 mars 1949[5].

## Éponymie
- Signe de Barré:  signe du syndrome pyramidal marquant le déficit de la commande motrice volontaire au membre inférieur. Le patient couché sur le ventre, jambes fléchies à 90°, le déficit s'observe par la chute progressive de la jambe par atteinte des muscles fléchisseurs.
- Manœuvres (ou épreuves) de Barré[6]
- Syndrome Barré-Liéou[7],[8],[9]: syndrome sympathique cervical postérieur se manifestant par des vertiges, des acouphènes, des troubles visuels subjectifs.
- syndrome Barré-Masson : tumeur bénigne du corps du glomus.
- Syndrome de Guillain-Barré[10],[11](ou polyradiculonévrite de Guillain, Barré et Strohl) : polyradiculonévrite aiguë inflammatoire (ou post-infectieuse).